# Александър Балтаджиев
Александър Атанасов Балтаджиев е български офицер (подполковник), военен деец от Сръбско-българската война (1885).

## Биография
Александър Балтаджиев е роден на 10 март 1856 г. в Свищов. По време на Руско-турската война (1877 – 1878) е опълченец от 10-а опълченска дружина и участва в боевете при връх Малък Бедек. Награден е с орден „За храброст“ и произведен в чин унтерофицер. През 1879 постъпва в Кавалерийското юнкерско училище в Елисаветград, Русия, което завършва през 1881, след което служи в артилерията.

## Сръбско-българска война (1885)
По време на Сръбско-българската война (1885) поручик Балтаджиев командва полубатарея от 1-ви артилерийски полк и се сражава на левия фланг на Сливнишката позиция. Награден е с Военен орден „За храброст“ IV степен.
След края на войната взема участие в детронацията на княз Александър Батенберг (1886), заради което е уволнен от войската. По-късно е възстановен и служи в 9-и артилерийски полк.

## Военни звания
- Подпоручик (8 септември 1881)
- Поручик (30 август 1884)
- Капитан (30 август 1886)
- Майор (1895)
- Подполковник (2 май 1902)

## Награди
- Военен орден „За храброст“ IV степен